# Rakshya Rana
Rakshya Rana (népalais : रक्षा राणा) est l'une des premières femmes pilotes népalaises

## Biographie

### Enfance et formations
Elle est née le 7 novembre 1967, fille de Ganga Gurung Rana et de Noor Pratap JB Rana. Son père, Noor Pratap JB Rana, était un industriel qui a créé les célèbres chaussures Goldstar au Népal,.

## Formation
Rakshya Rana a suivi une formation au Hoffman Pilot Center à Broomfield, Colorado, pour obtenir sa licence de pilote privé. Elle a ensuite déménagé à Addison, Dallas, Texas, où elle a suivi le reste de la formation et obtenu sa licence de pilote professionnel FAA avec qualification multimoteur et qualification aux instruments en avril 1988. Il lui a fallu 11 mois au total pour terminer la formation.
Elle a obtenu sa licence d'aviation de l'autorité de l'aviation civile du Népal en 1992. Elle avait 24 ans lorsqu'elle a volé professionnellement pour la première fois, avec la compagnie aérienne nationale Everest Air.

## Débat sur la première femme pilote népalaise
Rakshya Rana a obtenu sa licence d'aviation de CAANl en 1992 sous le numéro 123. Cependant, le titre de première femme pilote est contesté par Sony Rana qui a obtenu sa licence en 1991 sous le numéro 119. Selon le chef du département de la sécurité des pilotes du CAAN, Raju Shrestha, Sony Rana est la première femme pilote népalaise avec une licence d'aviation népalaise alors que Rakshya Rana est la première femme pilote népalaise même si elle avait initialement une licence américaine.